# Matthew Soukup
Matthew Soukup (n. 31 august 1997, Calgary, Alberta, Canada) este un săritor cu schiurile ce a reprezentat Canada, medaliat olimpic. A participat la 1 ediție a Jocurilor Olimpice (2022) în care a câștigat 1 medalie de bronz.

## Participări
Lista de mai jos prezintă principalele competiții la care a participat Matthew Soukup de-a lungul carierei.
- Sărituri cu schiurile la Jocurile Olimpice de iarnă din 2022 - Echipe mixt